# ビックリマン2000 (漫画)
『ビックリマン2000』は、ロッテの食玩『ビックリマン2000』を題材にした漫画作品である。小学館の学年別学習雑誌にも掲載された作品もあるが、本項では『月刊コロコロコミック』に連載された犬木栄治の作品について記述する。

## 概要
アニメに先駆けて連載が開始された。
当初は原作シール、アニメと同様に星天使タケルが仲間と共に次界卵を求めて旅をする物語だったが、途中からスーパービックリマンの様に戦闘要素が強いバトル漫画に路線変更。キャラクター描写に作者流のアレンジをかけており、バトル描写も流血シーンなどといったグロテスクなシーンが描かれ、ストーリーはおろか世界観自体が原作とは殆ど関係ないオリジナルストーリーとなった。物語は原作の次界卵編に当たるが、その中に原作の凶悪魔編のキャラクター（並びにそれを元にしたオリジナルキャラクター）を登場させるという形をとっている。今作のオリジナルキャラクターは小説『ビックリマン2000 集中豪無編』にも登場する。

## 登場キャラクター
星天使タケル
本作の主人公。
戦勝した際の決め台詞は「完全勝利」（超大凶魔と対戦した際には試合に勝って勝負に負けた内容であったため「完全敗北」）。当初は原作同様ブーメランを用いて戦っていたが（小型のブーメランを両手に1つずつ持っていた原作とは異なり、巨大なブーメランを1つ背負っていた）、中盤で徒手空拳で戦うようになり、炎の拳を打ち出すオリジナル必殺技「炎の弾丸 虎天拳（コテンパンチ）」を会得する。服装は原作では長ズボンだが、本作では短パンになっている。
星悪魔アズール
戦勝した際の決め台詞は「完全粉砕」（終盤でタケル側に参加した後は「完全勝利」に変更）。オリジナル必殺技はエネルギーの刃を放つ「暗闇の刃 嚇弾刀（かくだんとう）」（タケル側に参加後は「光の刃〜」に変更）と敵を自分もろとも別次元に封印する「最後の審判」を使用する。かつて悪魔側の特殊部隊「血の翼（ブラッドウイング）」に所属していた際カリスマデビルに見捨てられたという設定が存在し、妹は居ない。
天助ポーチ
「運命の天使」を探し出すことを目的とする天使の女の子。頭には2本の触覚のようなものがある。寝ていたタケルを起こし、悪魔と間違われブーメランで攻撃され、尻もちを付いた拍子にゼウスにスカートに憑依される。それがきっかけでバカラ軍曹たちに誘拐されそうになったところをタケルに助けられ、それ以降は共に行動するようになる。
賢守カンジー
Z化したスーパーゼウスを連れ、悪運ゴールに追われて六手の里に逃げ込んできた聖守。元々は混沌（カオス）を封じた聖蓋（たが）の置かれている国（国名は出ず、「ぼくの国」と表記されていた)に住んでいたが、聖蓋が外れたために国を逃れることになる。スーパーゼウスと出会うまでの経緯は不明。
「千里ゴーグル」という機械のようなもので、機械の分析・地図の記憶・迷路の攻略・敵の居場所を特定などができる。物体を本に収納する魔法や、回復（ヒーリング）魔法などをゼウスから教わっている。アニメと違い、タケルを呼ぶ時の呼び方は「タケルくん」。
バカラ軍曹
八頭身の姿で描かれているが、キャラクターは原作の設定通りの三枚目である。2人の手下（後述）を連れていたが最終的にいなくなった（どうなったかは不明）。カリスマデビルの命令を拒否して洗脳されてしまうが、タケルの拳によって正気を取り戻し、カリスマデビルとの決戦ではオリジナルの火器を装備して参加する。
ピンゾロイド
バカラ軍曹に仕えるロボット。体がサイコロになっている。頭に咲かせた花でポーチをおびき寄せ、誘拐しようとする。
ダンディーラー
バカラ軍曹に仕える悪魔族の女性。顔に仮面を着けている。ツッコミ役。
スーパーゼウスZ
最初は埴輪に憑依した状態で登場し、その後ポーチのスカート、風船、金魚に憑依する。最終回で元の姿に戻る。
カリスマデビルX
後半から登場。終盤で部下を全員犠牲にして完全復活を遂げ、タケル達を苦しめるが光の巨人が放った「G（ジャイアント）虎天拳」を受けて元の不安定な状態に戻る。にも関わらず、涙を見せて戦意喪失を装って油断したタケルを人質に取ったことで次界卵の怒りに触れ乳児にされてしまう。
シャーマン・カーン
バカラ軍曹たちに捕らえられていたヘッド天使。初対面のタケルに大量の衣類の洗濯や箸で魚を捕まえさせるなどの修行をさせた。体を消滅させてしまったかと思われたが城と同化し天界からタケルたちにアドバイスを送る。彼もZ化されていたが、最終回で元の姿に戻る。
バニーラ
シャーマン・カーンの寺に仕える聖守（サポーター）。バニーガールのような格好をしており、「聖魔オリンピック」や最終決戦では実況を担当する。
次界卵
タケルたちが探し求めていた邪悪なエネルギーを封じこめる力を持つと言われている球体。タケルたちの世界ではどこかに一つだけ存在すると言われている。終盤では目玉の付いた卵のような形となり言葉も話す。カリスマデビルXを乳児にした。

### オリジナルキャラクター
超大凶魔（ちょうだいきょうま）
「大凶魔1/100」の一番弟子であり、初めてタケルに敗北を味わわせた悪魔。その実力は天使2000人分に匹敵し、大量の拳を打ち出す「千手破壊拳」、口からエネルギー弾を放つ「魔光弾」を持っている。アズール戦で重傷を負って一時生死の境を彷徨うが生還、カリスマデビルとの最終決戦にもタケル側で参加した。ちなみに女性の色気が大の苦手。
ノクスJr
カリスマデビルの親衛部隊「魔将軍」の隊長を勤める少年悪魔。エネルギー弾「魔走球」が必殺技。かつて死に掛けていたところをカリスマデビルに救われたことで恩義を感じ忠誠を誓っていた。が、それは忠誠心を引き出す偽の記憶で彼自身も正体はロボットであった。真実を知ると自分でカリスマデビルを倒すためタケル、アズールと交戦するが敗北、そのままタケル側陣営に参加、主力として活躍し最後は次界卵の力によって本当の生命体になる。

## 書籍
| 巻数 | 収録話 | 発売日        | ISBN                   | 出典  |
| ---- | --- | ------------- | ---------------------- | ----- |
| 1    | 第1話「出発、冒険の旅へ...!!」1999年7月号に掲載 第2話「ゼウスを救いだせ!!」1999年8月号に掲載 第3話「またまたバカラ!?」1999年9月号に掲載 第4話「ついに発見?次界卵!!」1999年10月号に掲載 第5話「シャーマンカーンを探せ!!」1999年11月号に掲載 第6話「巨大迷路をすすめ!」1999年12月号に掲載 第7話「レースで勝負!マシンVSタケル!!」2000年1月号に掲載                        | 2000年3月1日  | ISBN 978-4-09-142721-2 | [ 1 ] |
| 2    | 第8話「完全勝利!?最強の敵登場!!」2000年2月号に掲載 第9話「シャーマンカーンの術」2000年3月号に掲載 第10話「予選開始!天聖魔オリンピック」2000年4月号に掲載 第11話「激闘連続、優勝をめざせ!!」2000年5月号に掲載 第12話「壮絶バトル!!波乱の準決勝」2000年6月号に掲載 第13話「大苦戦、意外な強敵!!」2000年7月号に掲載 第14話「必勝!!立ち上がれ、タケル!!」2000年8月号に掲載 | 2000年10月1日 | ISBN 978-4-09-142722-9 | [ 2 ] |
| 3    | 第15話「決勝!!天聖魔オリンピック」2000年9月号に掲載 第16話「アズールの決意」2000年10月号に掲載 第17話「激闘白熱!!勝利はだれの手に?」2000年11月号に掲載 第18話「燃えあがれ!不屈の闘志!!」2000年12月号に掲載 第19話「完全復活!?悪魔の要塞」2001年1月号に掲載 第20話「精鋭部隊・魔将軍登場!!」2001年2月号に掲載 第21話「絶体絶命!!異次元空間のわな」2001年3月号に掲載     | 2001年4月1日  | ISBN 978-4-09-142723-6 | [ 3 ] |
| 4    | 第22話「暗闇から光へ!」2001年4月号に掲載 第23話「激突!タケルVSノクスJr!!」2001年5月号に掲載 第24話「あばかれる真実」2001年6月号に掲載 第25話「立ち向かえ!最終決戦へ!!」2001年7月号に掲載 第26話「残された最後の光」2001年8月号に掲載 第27話（最終回）「新しき世界へ......」2001年9月号に掲載                                                                           | 2001年9月1日  | ISBN 978-4-09-142724-3 | [ 4 ] |